# شیخلر
شیخلر یکی از روستاهای شهرستان بوکان در استان آذربایجان غربی است. این روستا در ۴٫۵ کیلومتری شهر بوکان واقع است.
شیخلر دارای جمعیتی ۴۵۰ نفری می‌باشد. اهل روستا سنی مذهب هستند. روستا دارای کوهایی مثل «به ردی کچان»، «شوکرالی»، «کانی کوران» است. در کوه شوکرالی مرقد شیخی واقع است که بعضی وجود این مرقد را دلیلی برای نامگذاری روستا می‌دانند. روستا داری مزارع مانند «چراغ بگ»، «اوی مه رد»، «کانی ملا» می‌باشد. روستا دارای امکاناتی چون برق، تلفن و آب نیز است.
شغل مردم بیشتر کشاورزی است و عده‌ای هم مشغول دامداری هستند.
این روستا با حدود ۱۰۰ خانوار جمعیتی در حدود ۵۰۰ نفر داردو روز به روز به دلیل نزدیکی به شهر بر تعداد ساکنین آن افزوده می‌شود.